# Clinocottus acuticeps
Clinocottus acuticeps är en fiskart som först beskrevs av Gilbert, 1896.  Clinocottus acuticeps ingår i släktet Clinocottus och familjen simpor. Inga underarter finns listade i Catalogue of Life.